# Pöttelsdorf
Pöttelsdorf, på ungerska Petőfalva, är en kommun i distriktet Mattersburg i Burgenland, Österrike. Pöttelsdorf ligger i vinodlingsbygd vid floden Wulka.
Den ungerske mykologen Károly Kalchbrenner (1807–1886) föddes i Pöttelsdorf.

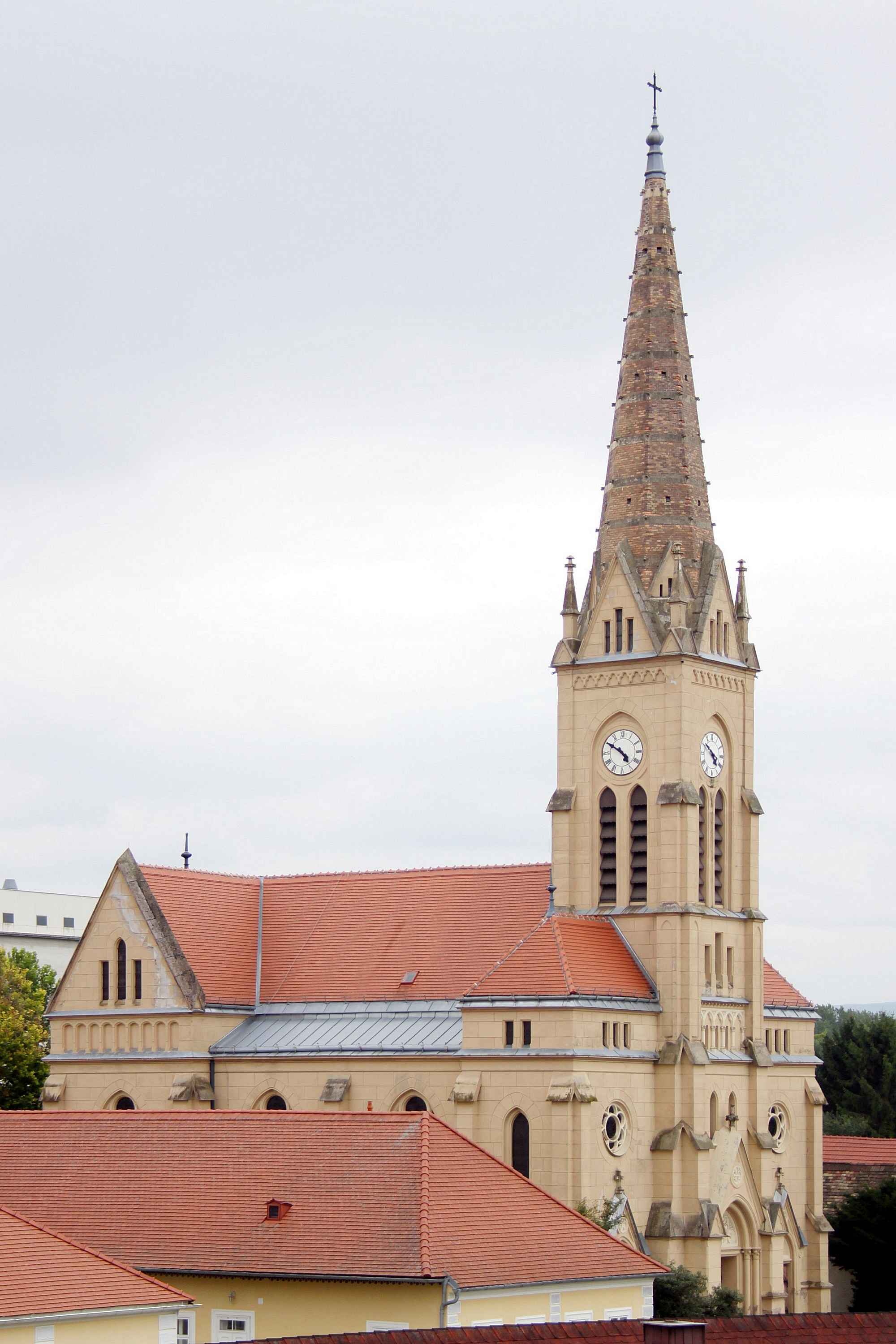
Evangeliska Pfarrkyrkan byggdes 1900-1901. Tornet är 47 m högt.
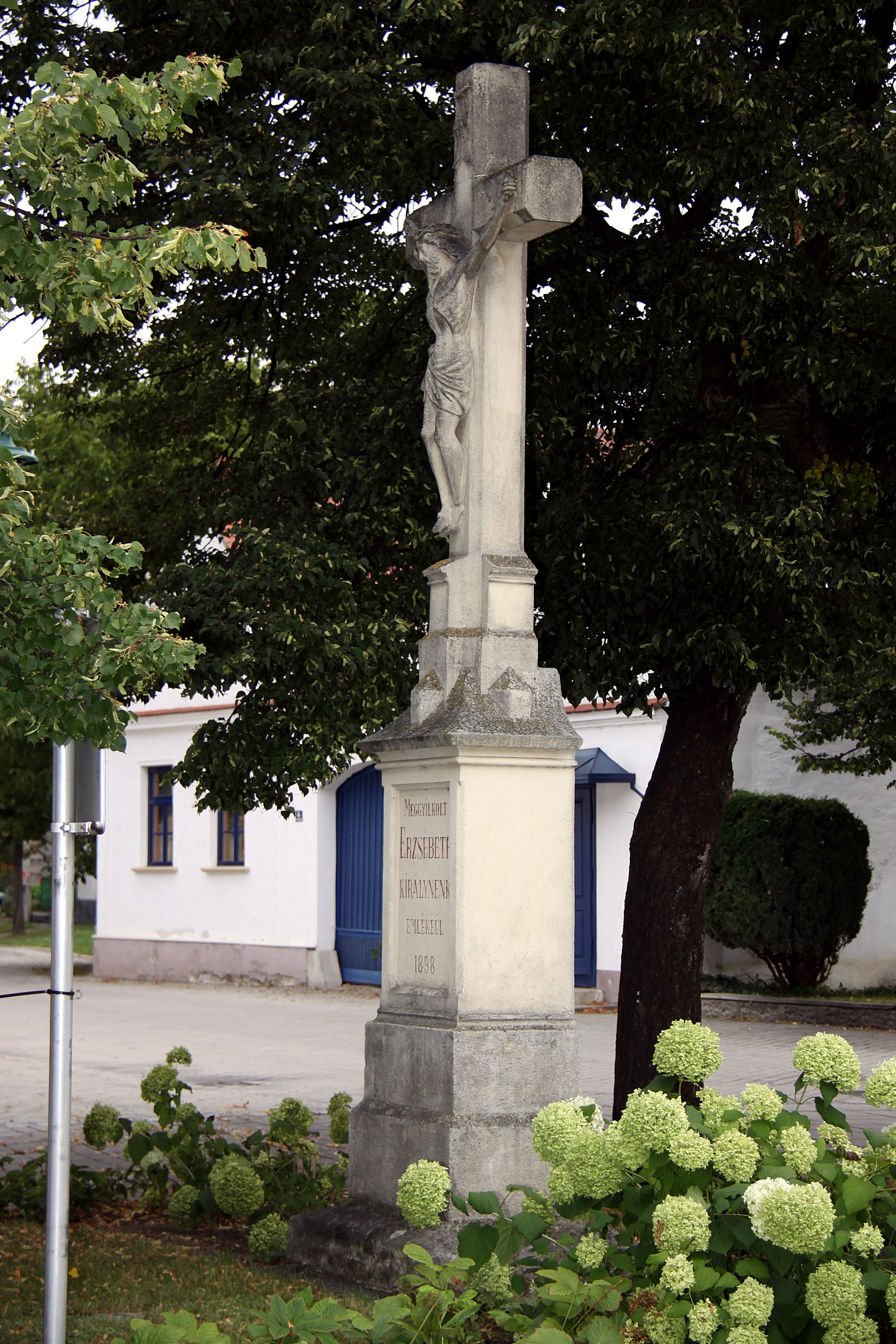
Elisabethkorset restes 1898 till minne av kejsarinnan och drottningen Elisabeth som mördades den 10 september detta år i Genève.
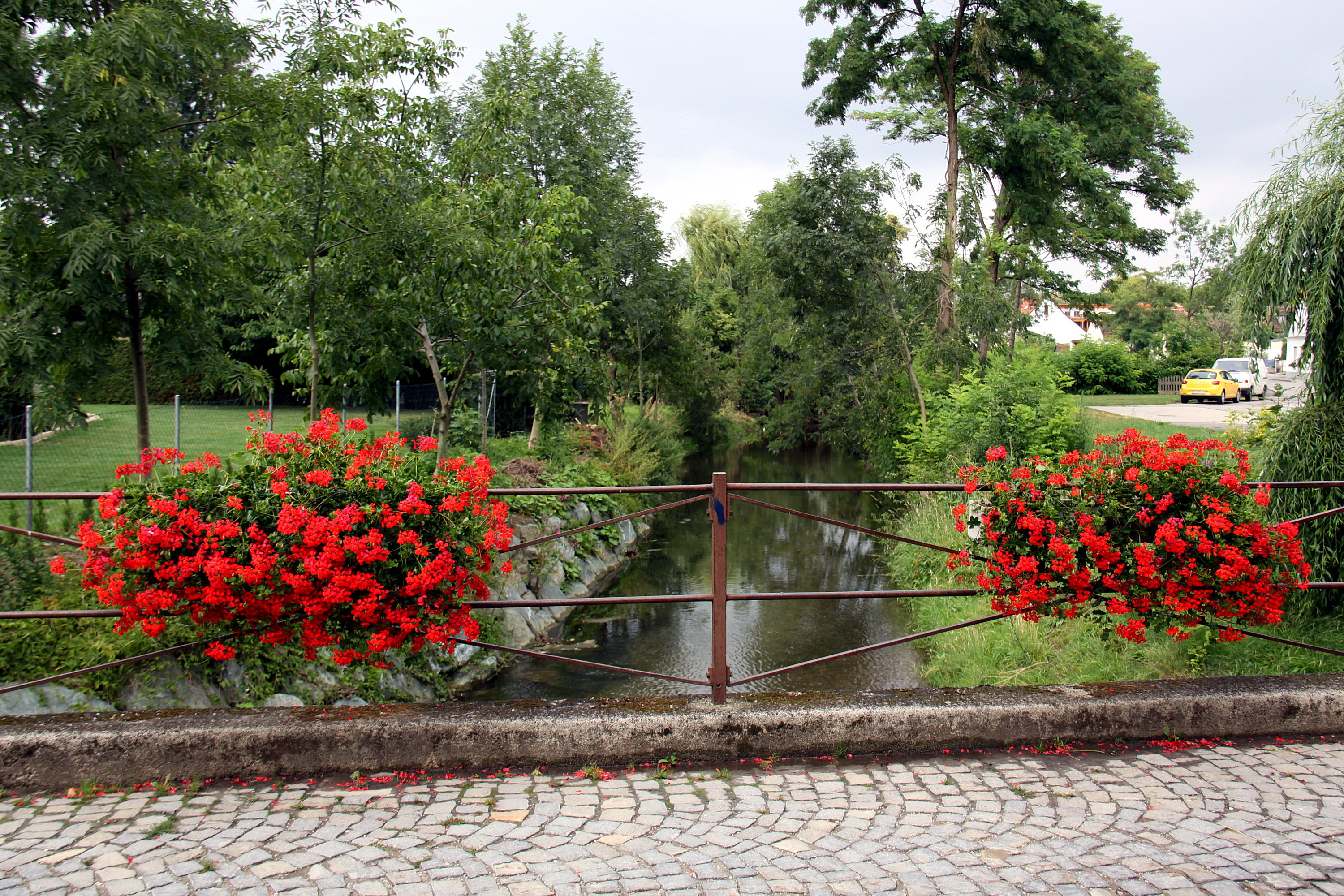
Bron över Wulka.